# 2024 YR4
2024 YR4 — околоземный астероид предположительного диаметра от 40 до 90 метров. Он был открыт 27 декабря 2024 года системой ATLAS, расположенной в Чили.
Астероид получил широкую известность после того как учёные признали его потенциально опасным, оценив опасность столкновения с Землёй в 2032 году в 3 из 10 по Туринской шкале. С 27 января по 20 февраля 2025 года его рейтинг столкновения составлял 3 балла по Туринской шкале, а максимальная предполагаемая вероятность столкновения с Землей 22 декабря 2032 года составляла 3,1%. Оценка угрозы достигла  пика 18 февраля 2025 года, но более поздние прогнозы, полученные на основе дополнительных наблюдений, показали незначительную вероятность столкновения с Землей в 2032 году и снизили рейтинг астероида по шкале Турина до 0. Он сохраняет небольшую вероятность столкновения с Луной в 2032 году. Наблюдения за астероидом будут проводиться и информация будет обновляться вплоть до начала апреля 2025 года и затем снова с июня 2028 года, когда астероид вернётся в окрестности Земли.

## История открытия
Астероид 2024 YR4 был открыт 27 декабря 2024 года телескопами системы ATLAS на территории обсерватории Эль-Соус в Рио Уртадо (Чили). Двумя днями ранее, 25 декабря 2024 года, астероид сблизился с Землёй и прошёл на расстоянии около 830 000 км от неё. Сразу после обнаружения система мониторинга столкновений JPL/CNEOS Sentry выявила возможность того, что астероид пройдет очень близко к Земле и, вероятно, столкнётся с ней 22 декабря 2032 года.

## Характеристики

Орбита астероида 2024 YR_{4} в 2028—2032 годах

### Размер и форма
Оценка диаметра астероида колеблется между 40 и 90 метров. Такая погрешность обусловлена тем, что замерить его пока что не удалось, а примерные данные высчитаны по яркости астероида. Анализ световой кривой астероида при помощи телескопа «Джемини-Юг» определил диаметр астероида от 30 до 65 метров. Абсолютная величина астероида составляет 23,72m. В отличие от большинства астероидов, которые имеют форму картофелины или игрушечного волчка, 2024 YR4 плоский и похож на хоккейную шайбу. Также астероид быстро вращается, совершая один оборот за 20 минут. 

### Происхождение
Учёные предполагают, что 2024 YR4 относится к астероидам класса S и мог возникнуть в главном поясе астероидов, а затем покинуть его из-за гравитационного взаимодействия с Юпитером. 

### Орбита
2024 YR4 является одним из астероидов типа аполлон (часть орбиты астероида заходит внутрь орбиты Земли, но афелий находится дальше перигелия орбиты Земли). Орбитальный период астероида составляет около 4,05 лет.

## Сближение с орбитой Земли в 2032 году

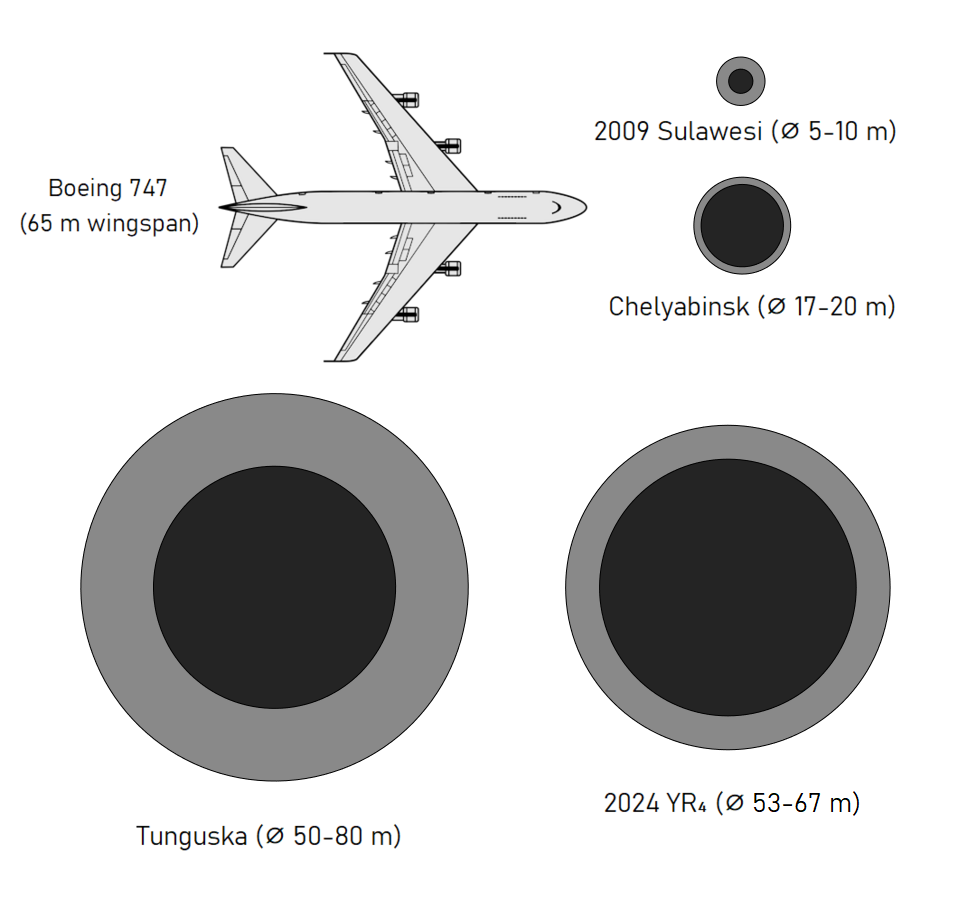
Сравнение размеров различных астероидов (представлен силуэт самолёта Boeing 747 для сравнения):
Сулавеси (2009, 5-10 м)
Челябинск (2013, 17-20 м)
Тунгусский метеорит (1908, 50-80 м)
2024 YR4 (53-67 м)

### Вероятное столкновение с Землёй

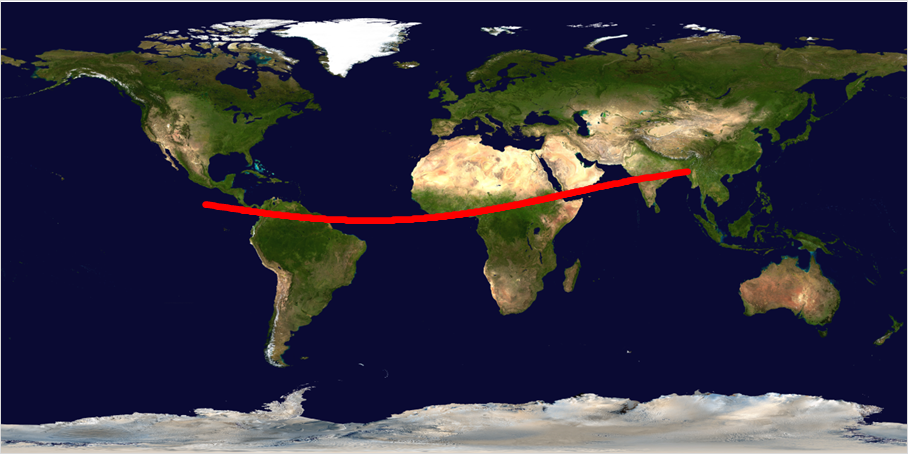
Предположительный коридор падения астероида 2024 YR_{4} в 2032 году

После уточнения параметров орбиты астероида ученые заявили, что существует небольшая вероятность его столкновения с Землей во время прохождения минимального сближения с планетой 22 декабря 2032 года. Астероид получил оценку в 3 из 10 по Туринской шкале. Первоначально шанс его столкновения с Землей оценивался в 1,3 %. Максимальная вероятность столкновения, по результатам уточнения орбиты астероида, составила 3,1 %. По оценке НАСА, падение астероида могло бы вызвать взрыв мощностью около 8 мегатонн в тротиловом эквиваленте. Предположительный коридор, в котором может произойти падение, приходится на восточный Тихий океан, северную часть Южной Америки, Атлантический океан, Африку, Аравийское море и Южную Азию.
8 марта 2025 года ЕКА исключило вероятность столкновения с Землёй в 2032 году; НАСА поступило также 2 апреля 2025 года после 91-дневного наблюдения и уточнения орбиты.

### Вероятное столкновение с Луной
По результатам анализов наблюдений за астероидом от 11 мая 2025 года, 2024 YR4 может столкнуться с Луной 22 декабря 2032 года с вероятностью 4 %. Наибольшее сближение со спутником Земли составит до 10700 км от центра Луны (или около 9000 км от поверхности).
Столкновение может создать кратер диаметром в 500—2000 метров, высвободив около 5,2 мегатонн в тротиловом эквиваленте. Наиболее вероятным местом столкновения может стать коридор в южной части Моря Влажности и Моря Облаков. Образующееся при этом облако осколков может стать серьёзной угрозой для искусственных спутников Земли.